# Ganglio inferior del nervio glosofaríngeo
El ganglio inferior del nervio glosofaríngeo ('ganglio petroso) es un ganglio sensorial. Es más grande y está por debajo del ganglio superior del nervio glosofaríngeo. Se encuentra dentro del foramen yugular.
Las neuronas pseudounipolares del ganglio inferior del nervio glosofaríngeo proporcionan inervación sensorial a las zonas que rodean la lengua y la faringe. Más concretamente:
1. inervación de las papilas gustativas en el 1/3 posterior de la lengua
2. inervación sensorial general del 1/3 posterior de la lengua, del paladar blando, de las amígdalas palatinas, de la faringe superior y de la trompa de Eustaquio.
3. inervación de las células barorreceptoras del seno carotídeo
4. inervación de las células quimiorreceptoras de tipo I en el cuerpo carotídeo

Los procesos centrales de las neuronas que proporcionan la sensación gustativa sinapsan en la porción rostral del núcleo solitario (también llamado núcleo gustativo). Los procesos centrales de las neuronas que proporcionan la información sensorial general sinapsan en el núcleo trigeminal espinal. Por último, los procesos centrales de las neuronas que inervan el seno carotídeo y el cuerpo carotídeo hacen sinapsis en la porción caudal del núcleo solitario.

## Nervio timpánico
El nervio timpánico es la primera rama del nervio glosofaríngeo. Se ramifica a nivel del ganglio inferior. Es importante destacar que los axones que forman el nervio timpánico no hacen sinapsis en este ganglio ni tienen sus cuerpos celulares en él. Los cuerpos celulares de los axones que forman el nervio timpánico se encuentran en el núcleo salival inferior y en el ganglio superior del nervio glosofaríngeo.